# Robert Rossen
Robert Rossen (n. 16 martie 1908, New York City, New York, SUA – d. 18 februarie 1966, Los Angeles, California, SUA) a fost un scenarist american, regizor și producător de film, a cărui carieră în industria filmului a parcurs aproape trei decenii.
Filmul său din 1949, Cariera de politician câștigat Premiul Oscar pentru cel mai bun film, pentru cel mai bun actor și pentru cea mai bună actriță în rol secundar, iar Rossen a fost nominalizat la Premiul Oscar pentru cel mai bun regizor. El a câștigat Premiul Globul de Aur pentru cel mai bun regizor și filmul a câștigat Premiul Globul de Aur pentru cel mai bun film dramatic. În 1961 a regizat The Hustler, care a fost nominalizat la nouă Premii Oscar și a câștigat două. 
A fost membru al Partidului Comunist din SUA din 1937 până în 1947 și a fost trecut pe lista neagră de la Hollywood din 1951 până în 1953.

## Filmografie
| Lansare           | Titlu                            | Tip    | Companie de producție                          | Scenarist                     | Regizor | Producător |
| ----------------- | -------------------------------- | ------ | ---------------------------------------------- | ----------------------------- | ------- | ---------- |
| 1932              | Steel                            | Teatru | –                                              | –                             | DA      | –          |
| 1932              | The Tree                         | Teatru | –                                              | –                             | DA      | –          |
| 1933              | Birthright                       | Teatru | –                                              | –                             | DA      | –          |
| 1935              | The Body Beautiful               | Teatru | –                                              | DA                            | DA      | –          |
| 1937 – aprilie    | Marked Woman                     | Film   | Warner Bros.                                   | DA co-scris                   | n       | n          |
| 1937 – octombrie  | They Won't Forget                | Film   | Warner Bros.                                   | DA                            | n       | n          |
| 1938              | Racket Busters                   | Film   | Warner Bros.                                   | DA                            | n       | n          |
| 1939 – septembrie | Dust Be My Destiny               | Film   | Warner Bros.                                   | DA co-scris                   | n       | n          |
| 1939 – octombrie  | The Roaring Twenties             | Film   | Warner Bros.                                   | DA co-scris                   | n       | n          |
| 1940              | A Child Is Born                  | Film   | Warner Bros.                                   | DA                            | n       | n          |
| 1941 – martie     | The Sea Wolf                     | Film   | Warner Bros.                                   | DA co-scris                   | n       | n          |
| 1941 – iunie      | Out of the Fog                   | Film   | Warner Bros.                                   | DA                            | n       | n          |
| 1941 – noiembrie  | Blues in the Night               | Film   | Warner Bros.                                   | DA co-scris                   | n       | n          |
| 1945 – decembrie  | A Walk in the Sun                | Film   | Lewis Milestone Productions                    | DA                            | n       | n          |
| 1946 – iulie      | The Strange Love of Martha Ivers | Film   | Hal Wallis Productions                         | DA                            | n       | n          |
| 1947 – martie     | Johnny O'Clock                   | Film   | J. E. M. Productions                           | DA                            | DA      | n          |
| 1947 – august     | Desert Fury                      | Film   | Hal Wallis Productions                         | DA                            | n       | n          |
| 1947 – noiembrie  | Body and Soul                    | Film   | Enterprise Studios                             | n                             | DA      | n          |
| 1949 – aprilie    | The Undercover Man               | Film   | Robert Rossen                                  | n                             | n       | Y          |
| 1949 – noiembrie  | All the King's Men               | Film   | Columbia Pictures Corporation                  | DA                            | DA      | Y          |
| 1951              | The Brave Bulls                  | Film   | Rossen Enterprises                             | n                             | DA      | Y          |
| 1954              | Mambo                            | Film   | Produzione Ponti-De Laurentiis                 | DA                            | DA      | n          |
| 1956              | Alexandru Macedon                | Film   | Rossen Films, S.A. C.B. Films                  | DA                            | DA      | Y          |
| 1957              | Island in the Sun                | Film   | Darryl F. Zanuck Productions                   | n                             | DA      | n          |
| 1959              | They Came to Cordura             | Film   | Goetz Pictures, Inc.; Baroda Productions, Inc. | DA                            | DA      | n          |
| 1960              | The Cool World                   | Play   | –                                              | DA co-scris                   | n       | n          |
| 1961              | The Hustler                      | Film   | Rossen Enterprises Company                     | DA co-scris cu Sidney Carroll | DA      | Y          |
| 1964              | Lilith                           | Film   | Centaur Enterprises                            | DA                            | DA      | Y          |